# Mustapha Zeghrari
Mustapha Zeghrari (en arabe : مصطفى زغري), né à la fin 1949 et décédé le 15 juin 2013, est un footballeur international marocain qui évoluait au poste de milieu de terrain.

## Biographie
International marocain, il participe avec l'équipe nationale aux Jeux olympiques de 1972 organisés à Munich. Lors du tournoi olympique, il participe à une rencontre face au Danemark, en entrant en jeu à la 70e minute.
Le 8 novembre 1969, il joue un match face au Nigeria comptant pour les éliminatoires du mondial 1970 (défaite 2-0). 
En club, Mustapha Zeghrari évolue avec le Wydad de Casablanca.